# 阿吉亞布蘭卡

18°58′58″S 40°44′24″W / 18.98278°S 40.74000°W
阿吉亞布蘭卡（葡萄牙語：Águia Branca），是巴西的城鎮，位於該國東南部，由聖埃斯皮里圖州負責管轄，始建於1988年5月11日，面積454平方公里，海拔高度140米，2010年人口9,519，人口密度每平方公里20.95人。